# Litoscirtus
Litoscirtus is een geslacht van rechtvleugeligen uit de familie Romaleidae. De wetenschappelijke naam van dit geslacht is voor het eerst geldig gepubliceerd in 1907 door Bruner.

## Soorten
Het geslacht Litoscirtus omvat de volgende soorten:
- Litoscirtus insularis Bruner, 1907
- Litoscirtus platynotus Lightfoot & Weissman, 1991